# 利號驅逐艦 (DD-118)
利號驅逐艦（舷號DD-118）是一艘美國海軍建造的驅逐艦，為維克斯級驅逐艦的44號艦。她是美軍第一艘以利為名的軍艦，以紀念美國內戰時期的海軍軍官愛德華·利（Edward Lea）。
利號在1917年於克雷普父子造船廠開始建造，在1918年下水服役，其時第一次世界大戰已即將結束。戰後利號分別在大西洋及太平洋執勤，於1922年退役。1930年利號重返現役，主要用作演習及訓練，於1937年再次退役。隨著第二次世界大戰爆發，利號在1939年再次重返現役，並負責掩護到歐洲的商船。1944年起利號改為訓練艦，訓練機師投彈攻擊。1945年利號退役除籍，於1946年出售拆解。
利號在第二次世界大戰共獲得三枚戰鬥之星。